# 015号線 (チェコ)
チェコ国鉄015号線、別名プルジェロウチ〜プラホヴィツェ線（チェコ語：Železniční trať Přelouč–Prachovice）は、チェコ国鉄の鉄道路線である。
1882年、オーストリア・ハンガリー国有鉄道の路線として開業した。ムニェステツ以南は、現在旅客運行を休止している。

## 運行形態[2]
すべて各駅停車。プルジェロウチ〜ヘルジマヌーフ・ムニェステツ間の区間運転が基本で、2時間に1本程度運行している。上り下りとも、プルジェロウチで010号線のコリーン方面普通と接続する。
平日は北行が一日1本、土曜日は南行が一日1本、010号線に直通する。プルジェロウチからパルドゥビツェまで010号線に乗り入れる。
- 過去の運行形態
2018年以前は、ムニェステツ以南、プラホヴィツェまで1日2往復（休日は夏季3往復、冬季1往復）運行していたほか、パルドゥビツェへの直通列車も1日2往復の運行であった。
2018年末に、ムニェステツ以南が夏季の休日のみ一日1往復に減便され、パルドゥビツェ直通も一日1往復のみとなった。
2020年限りで、ムニェステツ - プラホヴィツェ間の運行休止。
2025年度より、平日南行のパルドゥビツェ直通が取りやめられた。

## 駅一覧
以下では、チェコ国鉄015号線の駅と営業キロ、停車列車、接続路線などを一覧表で示す。なお、すべて各駅停車である。ムニェステツ以南は運行を休止している。
| 路線名 | 駅名                                                           | 駅間営業キロ | 累計営業キロ | 接続路線                                  | 所在地           | 所在地           |
| ------ | -------------------------------------------------------------- | ------------ | ------------ | ----------------------------------------- | ---------------- | ---------------- |
| 015    | プルジェロウチ駅                                               | -            | 0.0          | 010号線                                   | パルドゥビツェ州 | パルドゥビツェ郡 |
| 015    | ヴァリ・ウ・プルジェロウチェ停留所                             | 3.1          | 3.1          | 010号線（ヴァリ・ウ・プルジェロウチェ駅） | パルドゥビツェ州 | パルドゥビツェ郡 |
| 015    | ヴェセリー・ウ・プルジェロウチェ駅                             | 1.9          | 5.0          |                                           | パルドゥビツェ州 | パルドゥビツェ郡 |
| 015    | ホルチツェ駅                                                   | 3.5          | 8.5          |                                           | パルドゥビツェ州 | パルドゥビツェ郡 |
| 015    | イェニーコヴィツェ駅                                           | 1.9          | 9.9          |                                           | パルドゥビツェ州 | パルドゥビツェ郡 |
| 015    | ヘルジマヌーフ・ムニェステツ駅                                 | 3.6          | 13.5         |                                           | パルドゥビツェ州 | フルヂム郡       |
| 015    | コステレツ・ウ・ヘルジマノヴァ・ムニェストツェ・ピースニーク駅 | 2.8          | 16.3         |                                           | パルドゥビツェ州 | フルヂム郡       |
| 015    | コステレツ・ウ・ヘルジマノヴァ・ムニェストツェ駅               | 1.1          | 17.4         |                                           | パルドゥビツェ州 | フルヂム郡       |
| 015    | プラホヴィツェ駅                                               | 3.8          | 21.2         |                                           | パルドゥビツェ州 | フルヂム郡       |